# Mormyrops furcidens
Mormyrops furcidens es una especie de pez elefante eléctrico perteneciente al género Mormyrops en la familia Mormyridae presente en varias cuencas hidrográficas de África, entre ellas el río Congo y el Pool Malebo; además, es posible encontrarla en los ríos Ubangui, Kwango y Kasai. Es nativa de la República Democrática del Congo; y puede alcanzar un tamaño aproximado de 31,5 cm.

## Estado de conservación
Respecto al estado de conservación, se puede indicar que de acuerdo a la IUCN, esta especie puede catalogarse en la categoría «Preocupación menor (LC)».